# Debut-Quadrille
Debut-Quadrille, op. 2, är en kadrilj av Johann Strauss den yngre. Den spelades första gången den 15 oktober 1844 på Café Dommayer i Wien.

## Historia
Den då 18-årige Johann Strauss erhöll i september 1844 tillstånd av staden Wien att med sin orkester få spela vid offentliga baltillställningar. Redan sex veckor senare, den 15 oktober 1844 gav Johann Strauss sin första konsert som dirigent och kompositör på Café Dommayer i Hietzing, en förort till Wien i närheten av slottet Schönbrunn. Egentligen hade Johann Strauss fader (Johann Strauss den äldre) förbjudit sina söner att ge sig på musikerbanan, men deras moder hade andra planer såsom hämnd för sin makes otrohet.
Café Dommayer var mycket omtyckt av Wiens förnäma sällskap och anordnade denna afton en "Soirée dansante". Men sensationen att sonen till den berömde valskompositören skulle ge sin första konsert drog så mycket människor att trängseln i salen förhindrade varje tillfälle till dans. Strauss öppnade konserten med ouvertyren till Daniel Aubers opera Den stumma från Portici, följd av Cavatinan från Robert le Diable av Giacomo Meyerbeer. Båda mottogs entusiastiskt. Sedan kom ögonblicket som den förväntansfulla publiken hade väntat på. Kadriljen hade Strauss komponerat särskilt för sin debut och vid samma tillfälle framfördes även hans valser Sinngedichte op. 1, Gunstwerber op. 4, polkan Herzenslust op. 3, samt som ett bevis på sin respekt för fadern, dennes vals Loreley-Rheinklänge.

## Om kadriljen
Kadriljen innehåller alla de sex delar, eller figurer, som vanligtvis ingick i den wienska varianten av denna mycket populära 1800-talsdans. Delarna är: Nr. 1 Pantalon; Nr. 2 Été; Nr. 3 Poule; Nr. 4 Trénis; Nr. 5 Pastourelle; Nr. 6 Finale.
Speltiden är ca 5 minuter och 49 sekunder plus minus några sekunder beroende på dirigentens musikaliska tolkning.

## Weblänkar
- Dynastin Strauss 1844 med kommentarer om Debut-Quadrille.
- Debut-Quadrille i Naxos-utgåvan.